# Bodil Steen
Bodil Jørri Steen (* 14. Januar 1923 in Kopenhagen; † 10. Januar 1979 in Frederiksberg) war eine dänische Schauspielerin.

## Leben
Bodil Steen wuchs als einzige Tochter des Fischers Knud Vilhelm Steen (1891–1947) und dessen Frau Carla Olivia Beck (1893–1958) in Kopenhagen auf.
Nach ihrem Schulabschluss absolvierte sie von 1939 bis 1942 ihre Schauspielausbildung an der Eleveskole des Königlichen Theaters Kopenhagen, wo sie auch ihr Bühnendebüt als Darstellerin hatte. Als Bühnendarstellerin wirkte sie im Laufe ihrer Karriere in zahlreichen Theaterstücken, Operetten, Musicals, Varieté-Shows und in Ballett-Aufführungen mit, so unter anderem auch am Folketeatret, am Odense Teater, am Aarhus Teater, am Theater Helsingør oder am Betty-Nansen-Theater. Von 1939 bis 1978 wirkte sie als Schauspielerin vor der Kamera in mehr als 30 Film-und-Fernsehproduktionen mit. Gelegentlich war sie auch als Synchronsprecherin für Zeichentrickfilme tätig.
Bodil Steen war dreimal verheiratet und hatte aus ihrer zweiten Ehe einen Sohn (* 1954). Sie hatte auch jeweils kurze Liebesbeziehungen mit dem Schauspieler Preben Mahrt und mit dem Regisseur Stig Lommer. Sie lebte viele Jahre lang in Frederiksberg. Sie starb am 10. Januar 1979 im Alter von 55 Jahren nach längerer Krankheit im Frederiksberg Hospital. Ihre Grabstätte befindet sich auf dem Søndermark-Kirkegard.

## Filmografie (Auswahl)
- 1939: Heute beginnt das Leben
- 1947: Wenn die Katze draußen ist
- 1949: Es geschah in Kopenhagen
- 1955: Meine Tochter Nelly
- 1961: Farinelli
- 1962: Das tosende Paradies
- 1963: Rikki und die Männer
- 1963: Das tosende Himmelbett
- 1965: Siebzehn – Vier Mädchen machen einen Mann
- 1966: Tugend läuft Amok (Dyden går amok)
- 1967: Die Ferien meiner Frau